# Związek Południowej Afryki na Letnich Igrzyskach Olimpijskich 1920
Związek Południowej Afryki na Letnich Igrzyskach Olimpijskich 1920 w Antwerpii reprezentowało 39 zawodników: 38 mężczyzn i jedna kobieta. Był to czwarty występ reprezentacji Związku Południowej Afryki na igrzyskach olimpijskich.

## Zdobyte medale
| Medal  | Zawodnik                                                                        | Dyscyplina        | Konkurencja                            | Rezultat                                                            |
| ------ | ------------------------------------------------------------------------------- | ----------------- | -------------------------------------- | ------------------------------------------------------------------- |
| Złoto  | Clarence Walker                                                                 | Boks              | waga kogucia (do 53,525 kg)            | w finale pokonał Kanadyjczyka Chris Graham                          |
| Złoto  | Bevil Rudd                                                                      | Lekkoatletyka     | bieg na 400 m mężczyzn                 | 49,6 s                                                              |
| Złoto  | Louis Raymond                                                                   | Tenis ziemny      | gra pojedyncza mężczyzn                | w finale pokonał Japończyka Ichiya Kumagae 3:1 (5:7, 6:4, 7:5, 6:4) |
| Srebro | Henry Kaltenbrunn                                                               | Kolarstwo szosowe | jazda indywidualna na czas             | 4:41:26 h                                                           |
| Srebro | William Smith, James Walker                                                     | Kolarstwo torowe  | sprint tandemy                         |                                                                     |
| Srebro | Henry Dafel, Clarence Oldfield, Jack Oosterlaak, Bevil Rudd                     | Lekkoatletyka     | sztafeta 4 × 400 m mężczyzn            | 3:23,0                                                              |
| Srebro | Robert Bodley, Ferdinand Buchanan, George Harvey, Frederick Morgan, David Smith | Strzelectwo       | karabin wojskowy leżąc 600 m drużynowo | 287 pkt                                                             |
| Brąz   | William Smith, James Walker, Sammy Goosen, Henry Kaltenbrunn                    | Kolarstwo torowe  | wyścig na 4000 m na dochodzenie        | 5:17,8                                                              |
| Brąz   | Bevil Rudd                                                                      | Lekkoatletyka     | bieg na 800 m mężczyzn                 | 1:54,0                                                              |
| Brąz   | Charles Winslow                                                                 | Tenis ziemny      | gra pojedyncza mężczyzn                | Brytyjczyk Oswald Turnbull oddał walkowerem mecz o brązowy medal    |

## Skład kadry

### Boks
Mężczyźni
- Clarence Walker waga kogucia (do 53,525 kg) – 1. miejsce,
- Richard Beland waga lekka (do 61,237 kg) – 4. miejsce,
- Reginald Ingram waga półśrednia (do 72,574 kg) – 9. miejsce,
- Joseph Thomas waga półśrednia (do 72,574 kg) – 9. miejsce,
- William Bradley waga średnia (do 72,574 kg) – 5. miejsce,
- Thomas Holdstock waga półciężka (do 79,378 kg) – 5. miejsce,
- Jim McGregor waga półciężka (do 79,378 kg) – 9. miejsce,

### Kolarstwo
Mężczyźni
- Henry Kaltenbrunn – kolarstwo szosowe – jazda indywidualna na czas – 2. miejsce,
- James Walker

kolarstwo szosowe – jazda indywidualna na czas – nie ukończył wyścigu,
kolarstwo torowe – sprint – odpadł w półfinale,
kolarstwo torowe – wyścig na 50 km – nie ukończył wyścigu,
- George Thursfield – kolarstwo torowe – sprint – odpadł w półfinale,
- Sammy Goosen – kolarstwo torowe – sprint – odpadł w eliminacjach,
- William Smith

kolarstwo torowe – sprint – odpadł w eliminacjach,
kolarstwo torowe – wyścig na 50 km – 7. miejsce,
- William Smith, James Walker – kolarstwo torowe – tandemy sprint na 2000 m – 2. miejsce,
- Sammy Goosen, Henry Kaltenbrunn – kolarstwo torowe – tandemy sprint na 2000 m – odpadli w eliminacjach,
- William Smith, James Walker, Sammy Goosen, Henry Kaltenbrunn – kolarstwo torowe – wyścig na 4000 m na dochodzenie – 3. miejsce

### Lekkoatletyka
Mężczyźni
- Jack Oosterlaak

bieg na 100 m – odpadł w półfinale,
bieg na 200 m – 6. miejsce,
- Jacobus Bukes

bieg na 100 m – odpadł w ćwierćfinale,
bieg na 200 m – odpadł w eliminacjach,
- Francis Irvine

bieg na 100 m – odpadł w eliminacjach,
bieg na 200 m – odpadł w eliminacjach,
bieg na 400 m – odpadł w eliminacjach,
- Leonard Dixon

bieg na 100 m – odpadł w eliminacjach,
- Bevil Rudd

bieg na 400 m – 1. miejsce,
bieg na 800 m – 3. miejsce,
- Henry Dafel

bieg na 400 m – 6. miejsce,
bieg na 800 m – odpadł w półfinale,
- Clarence Oldfield – bieg na 400 m – odpadł w ćwierćfinale,
- James Doig – bieg na 800 m – odpadł w półfinale,
- Christopher Gitsham – maraton – nie ukończył biegu,
- Harold Jeppe – bieg na 110 m przez płotki – odpadł w eliminacjach,
- Attie van Heerden – bieg na 400 m przez płotki – odpadł w eliminacjach
- Jack Oosterlaak, Jacobus Bukes, Henry Dafel, Francis Irvine – sztafeta 4 × 100 m – odpadli w eliminacjach,
- Henry Dafel, Clarence Oldfield, Jack Oosterlaak, Bevil Rudd – sztafeta 4 × 400 m – 2. miejsce,
- Cecil McMaster

chód na 3 km – 4. miejsce,
chód na 10 km – 4. miejsce,
- Leonard Richardson – bieg przełajowy – nie ukończył biegu,

### Pływanie
Kobiety
- Blanche Nash

100 m stylem dowolnym – odpadła w eliminacjach,
300 m stylem dowolnym – odpadła w eliminacjach,

### Strzelectwo
Mężczyźni
- Robert Bodley, Frederick Morgan, Mark Paxton, David Smith, George Harvey – karabin dowolny trzy pozycje 300 m drużynowo – 10. miejsce,
- Robert Bodley, George Lishman, David Smith, Mark Paxton, Frederick Morgan – karabin wojskowy leżąc 300 m drużynowo – 8. miejsce,
- Robert Bodley, Ferdinand Buchanan, George Harvey, Frederick Morgan, David Smith – karabin wojskowy leżąc 600 m drużynowo – 2. miejsce,
- Robert Bodley, Frederick Morgan, Mark Paxton, Ferdinand Buchanan, David Smith – karabin wojskowy stojąc 300 m drużynowo – 9. miejsce,
- David Smith, Robert Bodley, Ferdinand Buchanan, George Harvey, Frederick Morgan – karabin wojskowy 300m i 600 m leżąc drużynowo – 5. miejsce,
- George Lishman – karabin małokalibrowy stojąc 50 m indywidualnie – nie został sklasyfikowany,
- Frederick Morgan – karabin małokalibrowy stojąc 50 m indywidualnie – nie został sklasyfikowany,
- George Harvey – karabin małokalibrowy stojąc 50 m indywidualnie – nie został sklasyfikowany,
- Robert Bodley – karabin małokalibrowy stojąc 50 m indywidualnie – nie został sklasyfikowany,
- Mark Paxton – karabin małokalibrowy stojąc 50 m indywidualnie – nie został sklasyfikowany,
- George Lishman, Frederick Morgan, George Harvey, Robert Bodley, Mark Paxton – karabin małokalibrowy stojąc 50 m drużynowo – 8. miejsce

### Tenis ziemny
Mężczyźni
- Louis Raymond – gra pojedyncza – 1. miejsce,
- Charles Winslow – gra pojedyncza – 3. miejsce,
- George Dodd – gra pojedyncza – 5. miejsce,
- Brian Norton – gra pojedyncza – 32. miejsce,
- Brian Norton, Louis Raymond – gra podwójna – 5. miejsce
- George Dodd, Cecil Blackbeard – 5. miejsce,

### Zapasy
Mężczyźni
- Jan van Rensburg – styl wolny waga do 82,5 kg – 9. miejsce,